# Urophora chejudoensis
Urophora chejudoensis är en tvåvingeart som beskrevs av Kae Kyoung Kwon 1985. Urophora chejudoensis ingår i släktet Urophora och familjen borrflugor. Inga underarter finns listade i Catalogue of Life.